# Эж
Ʒ, ʒ (эж) — буква расширенной латиницы. Используется как символ Международного фонетического алфавита для обозначения звонкого постальвеолярного спиранта и в алфавите колтта-саамского языка, где передаёт звонкую альвеолярную аффрикату ([d͡z]). В этом языке также используется эж с гачеком (Ǯ ǯ), которая обозначает звонкую постальвеолярную аффрикату ([d͡ʒ]).
 В одной из версий африканского эталонного алфавита у буквы была заглавная форма . Этот же вариант использовался и в фонотипическом алфавите, а также в африканском алфавите.

## Лигатуры
Лигатуры с буквой эж:
- ʤ — ранее использовалась в МФА для обозначения звонкой постальвеолярной аффрикаты.
- ɮ — используется в современном МФА для обозначения звонкого альвеолярного латерального щелевого согласного.
- ẞ, ß — используется в немецком для передачи [s] и маркирует долготу предыдущего гласного.
- Ꜩ, ꜩ — обозначает аффрикату [t͡s] в некоторых маянских языках.